# Luigi Datome
Luigi „Gigi” Datome (ur. 27 listopada 1987 w Montebellunie) – włoski koszykarz, skrzydłowy, aktualnie zawodnik zespołu Olimpii Mediolan.
15 lipca 2015 roku podpisał umowę z tureckim klubem Fenerbahçe Ülker.

## Osiągnięcia
Stan na 14 września 2023, na podstawie, o ile nie zaznaczono inaczej.

### Klubowe
- Mistrz:
  - Euroligi (2017)
  - Włoch (2004)
  - Turcji (2016–2019)
- Wicemistrz:
  - Euroligi (2016, 2018)
  - Turcji (2019)
- Zdobywca:
  - superpucharu Włoch (2004)
  - pucharu:
    - Turcji (2016, 2019, 2020)
    - Prezydenta Turcji (2016, 2017)
- Finalista pucharu Prezydenta Turcji (2018, 2019)
- 4. miejsce w Eurolidze (2019)

### Indywidualne
- MVP:
  - ligi włoskiej (2013)
  - finałów ligi tureckiej (2016)
  - pucharu Turcji (2019, 2020)
  - 9. kolejki TOP16 Euroligi (2014/15)
- Najlepszy młody zawodnik ligi włoskiej (2009)
- Uczestnik meczu gwiazd ligi:
  - włoskiej (2011)
  - tureckiej (2018)[4]
- Zaliczony do:
  - II składu Euroligi (2016)[5]
  - składu NBA D-League Showcase Honorable Mention Team (2015)
- Lider ligi tureckiej w skuteczności rzutów wolnych (2016, 2017)

### Reprezentacja
Seniorska
- Uczestnik mistrzostw:
  - świata (2023 – 8. miejsce)[6]
  - Europy (2007 – 9. miejsce, 2011 – 17. miejsce, 2013 – 8. miejsce, 2015 – 6. miejsce)

Młodzieżowe
- Brązowy medalista mistrzostw:
  - Europy U–20 (2007)
  - Europy U–18 (2005)[7]
- Uczestnik:
  - mistrzostw Europy U–20 (2006 – 4. miejsce, 2007)[7]
  - Nike Hoop Summit (2006)
- Zaliczony do I składu mistrzostw Europy U–20 (2007)
- Lider Eurobasketu U-16 w średniej punktów (2003)